# Kategoria Superiore 1999/2000
Die Kategoria Superiore 1999/2000 (sinngemäß: Höchste Liga) war die 61. Austragung der albanischen Fußballmeisterschaft und wurde vom nationalen Fußballverband Federata Shqiptare e Futbollit ausgerichtet. Die Liga wurde gegenüber der Vorsaison um zwei Vereine auf 14 reduziert. Die Spielzeit begann am 18. September 1999 und endete am 24. Mai 2000.

## Saisonverlauf
Nach der Winterpause führte Teuta Durrës mit 25 Punkten vor SK Tirana (24 Punkte) und Tomori Berat (21 Punkte). Die Führung gab Teuta erst am 18. Spieltag, nach drei sieglosen Spielen in Folge ab. Am Saisonende reichte es nur zu Platz drei.
SK Tirana und Tomori Berat beendeten die Saison mit jeweils 52 Punkten. Der Meister musste in einem Entscheidungsspiel ermittelt werden. Tirana gewann erst nach Elfmeterschießen und konnte somit den Titel verteidigen.
Auch der Teilnehmer am Intertoto-Cup musste in einem Play-off-Spiel entschieden werden. Vllaznia Shkodra setzte sich gegen den punktgleichen Bylis Ballsh mit 4:3 durch.
KF Elbasani konnte trotz vier Punkte aus den letzten beiden Spielen die Relegation nicht vermeiden. Dabei unterlag man Besa Kavaje und musste wie der Tabellenletzte FK Partizani Tirana den Gang in die Zweitklassigkeit antreten. Für Partizani war dies der erste Abstieg seit der Vereinsgründung im Jahr 1946.

## Vereine
| Verein                   | Logo                            | Stadt       | Stadion                         |
| ------------------------ | ------------------------------- | ----------- | ------------------------------- |
| KS Teuta Durrës          | Logo Teuta Durrës               | Durrës      | Niko-Dovana-Stadion             |
| KF Elbasani              | Logo KS Elbasani                | Elbasan     | Elbasan Arena                   |
| KS Vllaznia Shkodra      | Logo FK Vllaznia Shkoder        | Shkodra     | Loro-Boriçi-Stadion             |
| SK Tirana                | Logo SK Tirana                  | Tirana      | Selman-Stërmasi-Stadion         |
| KS Flamurtari Vlora      | Logo Flamurtari Vlora           | Vlora       | Flamurtari-Stadion              |
| FK Partizani Tirana      | Logo FK Partizani Tirana        | Tirana      | Selman-Stërmasi-Stadion         |
| KS Dinamo Tirana         | Logo Dinamo Tirana              | Tirana      | Selman-Stërmasi-Stadion         |
| KS Bylis Ballsh          | Logo Bylis Ballsh               | Ballsh      | Agush-Maca-Stadion              |
| KF Apolonia Fier         | Logo Apolonia Fier              | Fier        | Loni-Papuçiu-Stadion            |
| FK Tomori Berat          | Vereinslogo von FK Tomori       | Berat       | Tomori-Stadion                  |
| KS Shkumbini Peqin       | Vereinslogo von Shkumbini Peqin | Peqin       | Peqin-Stadion                   |
| KF Skënderbeu Korça      | Logo Skënderbeu                 | Korça       | Skënderbeu-Stadion              |
| KS Luftëtari Gjirokastra | Logo Luftëtari Gjirokastra      | Gjirokastra | Subi-Bakir-Stadion              |
| KS Lushnja               | Logo von KS Lushnja             | Lushnja     | Abdurrahman-Roza-Haxhiu-Stadion |

## Abschlusstabelle
| Pl. | Verein                       | Sp. | S  | U | N  | Tore    | Diff. | Punkte |
| --- | ---------------------------- | --- | -- | - | -- | ------- | ----- | ------ |
| 1.  | KF Tirana (M) (P)            | 26  | 16 | 4 | 6  | 040:140 | +26   | 52     |
| 2.  | FK Tomori Berat              | 26  | 15 | 7 | 4  | 035:220 | +13   | 52     |
| 3.  | KS Teuta Durrës              | 26  | 15 | 4 | 7  | 036:160 | +20   | 49     |
| 4.  | KS Vllaznia Shkodra          | 26  | 11 | 4 | 11 | 029:280 | +1    | 37     |
| 5.  | KS Bylis Ballsh              | 26  | 10 | 7 | 9  | 028:290 | −1    | 37     |
| 6.  | KS Lushnja                   | 26  | 10 | 5 | 11 | 034:310 | +3    | 35     |
| 7.  | KS Shkumbini Peqin           | 26  | 10 | 5 | 11 | 031:310 | ±0    | 35     |
| 8.  | KF Skënderbeu Korça          | 26  | 10 | 4 | 12 | 033:330 | ±0    | 34     |
| 9.  | KS Luftëtari Gjirokastra (N) | 26  | 8  | 9 | 9  | 021:210 | ±0    | 33     |
| 10. | KS Dinamo Tirana             | 26  | 8  | 7 | 11 | 027:310 | −4    | 31     |
| 11. | KF Apolonia Fier             | 26  | 9  | 4 | 13 | 022:410 | −19   | 31     |
| 12. | KS Flamurtari Vlora          | 26  | 9  | 3 | 14 | 025:350 | −10   | 30     |
| 13. | KF Elbasani                  | 26  | 8  | 5 | 13 | 019:320 | −13   | 29     |
| 14. | FK Partizani Tirana          | 26  | 6  | 6 | 14 | 021:370 | −16   | 24     |

| (M) | amtierender albanischer Meister     |
| (P) | amtierender albanischer Pokalsieger |
| (N) | Neuaufsteiger                       |

## Kreuztabelle
| 1999/2000                | SK Tirana | FK Tomori Berat | KS Teuta Durrës | KS Vllaznia Shkodra | KS Bylis Ballshi | KS Lushnja | KS Shkumbini Peqin | KS Skënderbeu Korça | KS Luftëtari Gjirokastra | KS Dinamo Tirana | KF Apolonia Fier | KS Flamurtari Vlora | KF Elbasani | FK Partizani Tirana |
| SK Tirana                |           | 0:0             | 1:0             | 1:0                 | 2:0              | 2:1        | 3:1                | 1:0                 | 4:1                      | 4:0              | 7:0              | 2:0                 | 2:1         | 3:0                 |
| FK Tomori Berat          | 1:0       |                 | 0:0             | 2:0 1               | 4:3              | 3:2        | 3:1                | 2:0                 | 1:0                      | 2:1              | 2:0              | 2:1                 | 2:0         | 2:1                 |
| KS Teuta Durrës          | 1:0       | 2:0             |                 | 1:0                 | 2:0              | 2:0        | 2:0                | 2:0                 | 1:0                      | 1:1              | 4:0              | 3:1                 | 1:0         | 4:0                 |
| KS Vllaznia Shkodra      | 0:2       | 1:0             | 2:0             |                     | 1:0              | 3:0        | 2:1                | 2:1                 | 0:0                      | 0:0              | 1:0              | 3:1                 | 1:2         | 1:0                 |
| KS Bylis Ballshi         | 0:0       | 1:0             | 0:2 1           | 2:1                 |                  | 1:0        | 1:0                | 2:1                 | 1:1                      | 2:1              | 1:0              | 6:3                 | 2:0         | 1:0                 |
| KS Lushnja               | 2:0       | 1:1             | 3:2             | 1:1                 | 1:1              |            | 0:1                | 3:2                 | 1:0                      | 3:1              | 2:0              | 2:0                 | 4:0         | 1:0                 |
| KS Shkumbini Peqin       | 0:1       | 3:0             | 3:2             | 2:1                 | 1:1              | 1:1        |                    | 2:0                 | 2:0                      | 1:1              | 2:0              | 1:0                 | 1:0         | 3:0                 |
| KS Skënderbeu Korça      | 0:1       | 2:2             | 0:0             | 1:0                 | 2:1              | 2:1        | 3:1                |                     | 1:0                      | 1:1              | 7:0              | 2:1                 | 2:0         | 1:0                 |
| KS Luftëtari Gjirokastra | 1:1       | 0:0             | 0:0             | 3:2                 | 2:0              | 1:0        | 2:1                | 2:0                 |                          | 1:0              | 0:0              | 0:0                 | 0:0         | 3:0                 |
| KS Dinamo Tirana         | 1:2       | 3:3             | 1:2             | 0:2                 | 0:0              | 2:0        | 3:0                | 1:0                 | 2:1                      |                  | 0:1              | 1:0                 | 2:1         | 2:1                 |
| KF Apolonia Fier         | 2:1       | 0:0             | 0:1             | 2:0                 | 1:1              | 2:0        | 1:1                | 3:1                 | 2:1                      | 0:2              |                  | 2:0                 | 0:1         | 2:0                 |
| KS Flamurtari Vlora      | 1:0       | 0:1             | 1:0             | 3:1                 | 1:0              | 0:3        | 2:1                | 3:1                 | 1:0                      | 0:0              | 3:1              |                     | 3:0         | 1:2                 |
| KF Elbasani              | 1:0       | 0:1             | 2:1             | 1:2                 | 3:1              | 2:1        | 1:0                | 0:0                 | 0:0                      | 2:1              | 0:2              | 0:0                 |             | 1:1                 |
| FK Partizani Tirana      | 0:0       | 0:1             | 2:0             | 2:2                 | 0:0              | 1:1        | 1:1                | 2:3                 | 1:2                      | 1:0              | 3:1              | 1:0                 | 2:1         |                     |

## Meisterschaftsfinale
| Datum        |           | Ergebnis              |                 |
| ------------ | --------- | --------------------- | --------------- |
| 28. Mai 2000 | SK Tirana | 1:1 n. V. (5:4 i. E.) | KS Tomori Berat |

## Die Mannschaft des Meisters SK Tirana
| 1.             | SK Tirana |
| Logo FK Tirana | Blendi Nallbani, Elvis Sina, Rezart Dabulla, Nevil Dede, Krenar Alimehmeti, Alban Tafaj, Ervin Bulku, Enkli Memishi, Zoltan Kenesei (HUN), Johan Driza, Anesti Vito, Peter Sutori (HUN), Erion Rizvanolli, Florian Riza, Isli Hidi, Sokol Bulku, Alpin Gallo, Sokol Ishka, Julian Kapaj, Gentian Lici, Ardian Mema, Sokol Prenga, Nordik Ruhi, Fatjon Ymeri, Laszlo Vukovics (HUN), Matyas Lazar (HUN). Trainer: Shkëlqim Muça. |

## Play-off Intertoto-Cup
| Datum        |                     | Ergebnis |                 |
| ------------ | ------------------- | -------- | --------------- |
| 7. Juni 2000 | KS Vllaznia Shkodra | 4:3      | KS Bylis Ballsh |

## Relegationsspiel
| Datum        |                | Ergebnis |             |
| ------------ | -------------- | -------- | ----------- |
| 7. Juni 2000 | KS Besa Kavaja | 2:1      | KF Elbasani |